# SMS Wettin

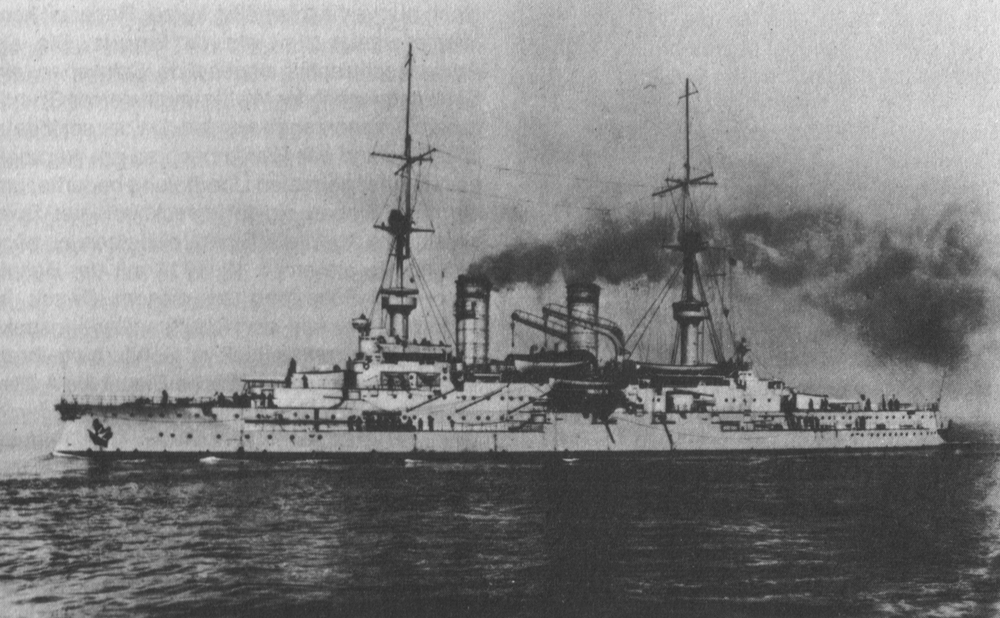
Le SMS Wettin photographié en 1910

Le SMS Wettin est le deuxième navire de la classe Wittelsbach de navires de ligne de la marine impériale allemande. Il fut lancé le 6 juin 1901.

## Service

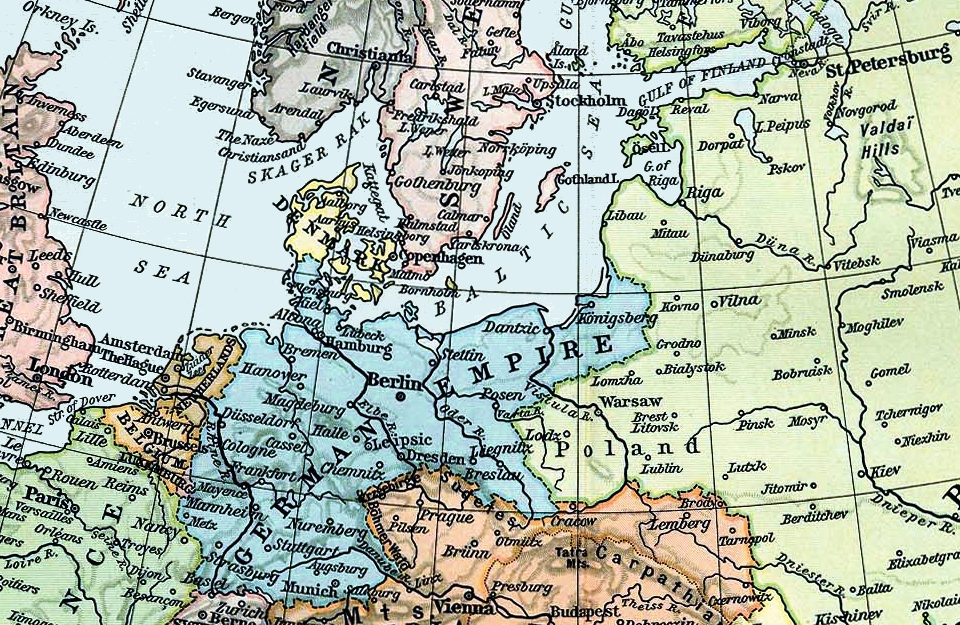
Mer du Nord et mer Baltique en 1911

Le cuirassé est construit pendant vingt mois au chantier naval de la compagnie Fernand Schichau à Dantzig pour un coût de 22 597 000 marks. Il est baptisé par la princesse Marie-Isabelle de Saxe, dont l'époux, le prince Jean-Georges de Saxe, qui représente son oncle le roi Albert, malade, prononce le discours. Son nom provient du nom de la dynastie de Saxe, les Wettin.
Après des voyages d'essai, le navire escorte le yacht impérial SMY Hohenzollern de Swinemünde à Kiel, où il arrive le 11 août 1902. C'est le premier navire de sa classe à entrer ensuite en service, le 1er octobre 1902. Il subit encore des essais et il est affecté, en janvier 1903, à la première escadre, commandée par le vice-amiral-prince Henri de Prusse (1862-1929), frère du Kaiser. Il participe ensuite régulièrement aux manœuvres et exercices habituels. Il est légèrement heurté au début de l'année 1909 par le SMS Karl der Große, mais cela ne produit que des dommages sans gravité. Il participe pour la dernière fois aux manœuvres du début de l'année 1911, mais désormais âgé le navire est mis hors service, le 30 juin 1911, à Kiel. Il est remis en service en décembre, pour remplacer le SMS Schwaben en tant que navire-école pour l'artillerie de marine. Il s'exerce en mer du Nord et se rend jusqu'à Sønderborg.
Au déclenchement de la Première Guerre mondiale, le navire est affecté à la nouvelle IVe escadre, dont le navire amiral est son sister-ship, le SMS Wittelsbach. Il prend part à des actions en mer Baltique orientale entre le 3 et le 9 septembre 1914 et entre le 22 et le 26 septembre 1914. Du 11 au 20 septembre et du 5 décembre 1914 au 2 avril 1915, il est en mission en mer du Nord, surtout aux abords de l'embouchure de l'Elbe et de la Jade.
Il repart au combat en mai 1915 au large de l'île de Gotland et du 8 mai au 5 juillet 1915, il surveille les avant-postes de la mer du Nord, jusqu'à ce que le prince Henri quitte le commandement de la IVe escadre. Le navire prend part ensuite à l'opération du golfe de Riga qui doit soutenir les troupes d'infanterie marchant sur Riga, à laquelle participent la Ire escadre, le Ier groupe et le IIe groupe de reconnaissance, commandés par le nouveau chef de la IVe escadre, le vice-amiral Schmidt. Le SMS Wettin bloque avec d'autres navires le port de Pernau. Lorsque l'opération prend fin, le Wettin demeure devant Libau pour en surveiller les abords, période seulement interrompue par une action au large de l'île de Gotland entre le 9 et le 11 septembre 1915.
L'état-major considère que les navires de sa classe sont trop vulnérables aux assauts des torpilleurs et des mines de l'ennemi, surtout depuis que la marine impériale russe a lancé ses dreadnoughts de la classe Gangut. Aussi le navire est-il mis hors combat en novembre 1915, comme d'autres navires de sa classe. Il quitte la zone le 10 novembre avec les SMS Schwaben, SMS Wittelsbach, et SMS Prinz Heinrich, en direction de Kiel. L'équipage est réduit à 389 hommes le 19 novembre.
Il devient ensuite navire-école pour l'inspection de marine. Ses canons de 24 cm sont démontés en mai 1916 et il est finalement mis hors service, le 17 juillet 1916, et entièrement désarmé. Il sert alors de casernement.
Après l'armistice et la disparition de l'empire, le navire est momentanément remis en service entre octobre 1919 et mars 1920 pour servir de dépôt de mines. Il est rayé des listes le 11 mars suivant et vendu le 21 novembre 1921. Il est démoli dans le courant de l'année 1922 à Rönnebeck.

## Données techniques
- Longueur: 126,8 m
- Maître-bau: 20,8 m
- Tirant d'eau: 8,04 m
- Déplacement: 12 798 t
- Vitesse: 18,1 nœuds
- Équipage: 683 hommes

## Commandants de bord
- 1er octobre 1902 - septembre 1904 : Kapitän zur See Georg Alexander von Müller
- Septembre 1904 - septembre 1906 : Kapitän zur See Georg Friedrich Scheibel (de)
- Septembre 1906 - septembre 1907 : Kapitän zur See Wilhelm Becker (de)
- Octobre 1907 - septembre 1909 : Kapitän zur See Wilhelm Souchon
- Septembre 1909 - septembre 1910 : Kapitän zur See Paul Behncke
- Septembre 1910 - 30 juin 1911 : Kapitän zur See Hermann Nordmann
- 1er décembre 1911 - septembre 1912 : Kapitän zur See Georg Hebbinghaus (de)
- Septembre 1912 - juillet 1914 : Kapitän zur See Karl Seiferling (de)
- Juillet 1914 - janvier 1916 : Kapitän zur See Eduard Varrentrapp (de)
- Janvier - février 1916 : fregattenkapitän Karl Feldmann (de)
- Février 1916 : korvettenkapitän Walter Mehnert
- Février - avril 1916 : korvettenkapitän Gerhard Stubenrauch
- Avril - juin 1916 : fregattenkapitän Carl Feldmann
- Juin - 17 juillet 1916 : korvettenkapitän Ernst Hoffmann
- 1er octobre 1919 - 11 février 1920 : inconnu